# Уинчестер (Массачусетс)
Уинчестер (Винчестер) (англ. Winchester) — город, расположенный в округе Мидлсекс, штат Массачусетс, в восьми милях к северу от Бостона. Несмотря на то, что изначально город был сельскохозяйственным, в настоящее время он представляет собой богатый жилой пригород. Согласно переписи 2007 года население города составляет 20 810 человек. В 1968 году здесь умер и похоронен русский социолог П. А. Сорокин.
В честь Уинчестера назван астероид (747) Винчестер, открытый в 1913 году американским астрономом Джоэлом Меткалфом, который вёл свои астрономические наблюдения из этого города.

## Города-побратимы
- Сен-Жермен-ан-Ле, Франция